# Clostridium paraperfringens
Il Clostridium paraperfringens è una specie di batterio appartenente alla famiglia delle Clostridiaceae.